# スラマドゥ大橋

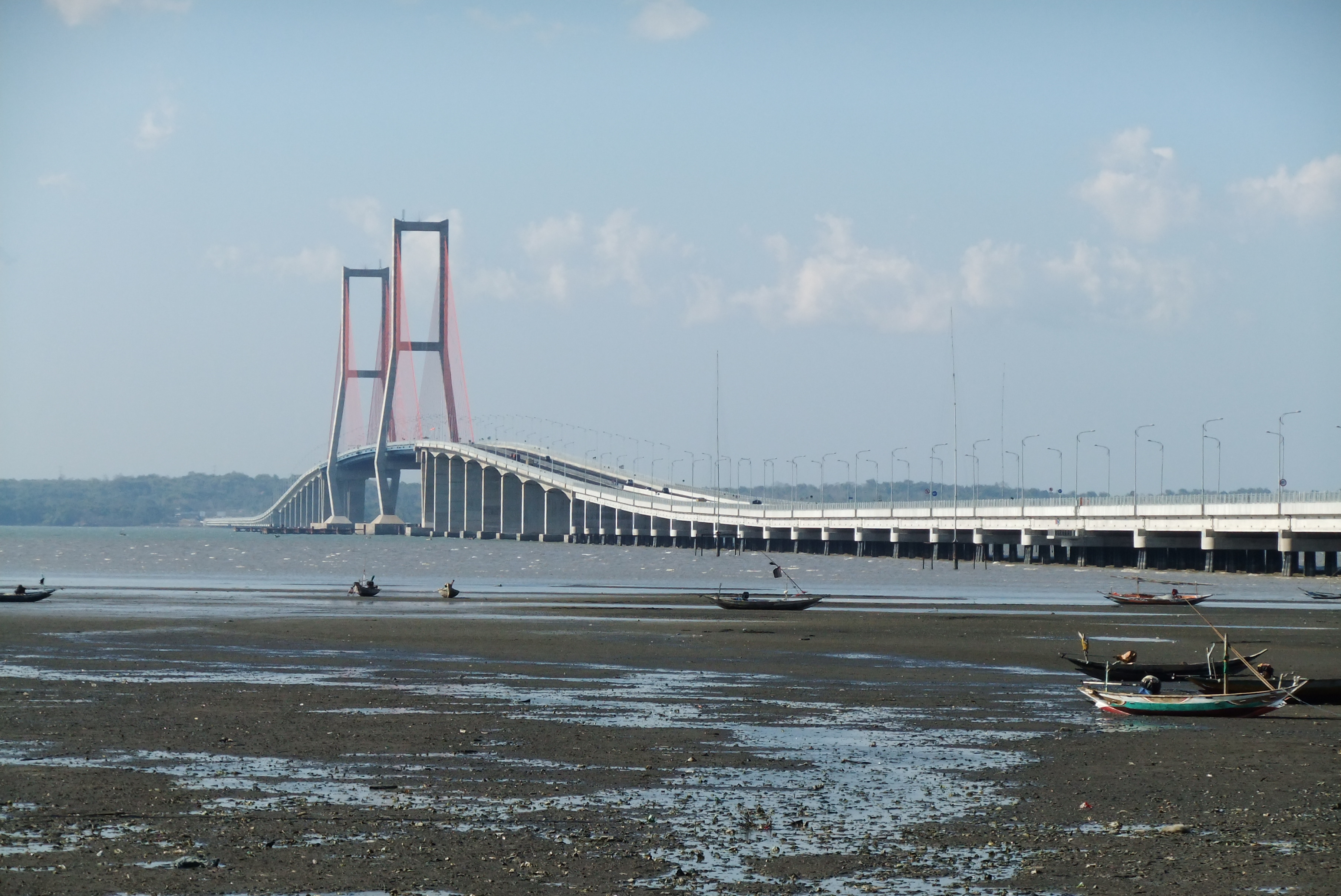
スラバヤ側から望むスラマドゥ大橋

スラマドゥ大橋 (インドネシア語 : Jembatan Suramadu) は、インドネシアのジャワ島の都市であるスラバヤと、対岸のマドゥラ島の町であるバンカランとの間を結ぶ斜張橋である。2009年6月10日に開通したこの長さ5438mの橋は、インドネシアで最も長く、マドゥラ海峡に初めて架かった橋である。

## 概要
斜張橋部分の3つのスパンは、長さがそれぞれ192m、434m、192mである。この橋は双方向に2車線ずつの車道を有するほか、1つの非常車線と、1つのオートバイ専用車線を持つ。インドネシア初の有料橋であり、料金は開通当初は4輪車は30000ルピア、2輪車は3000ルピアが設定された。この橋はインドネシアの企業である、PT Adhi Karyaと、PT Waskita Karyaの共同企業体が、中国路橋工程、中国港湾建設とともに建設した。この計画に要する総工費には、連絡道路を含み4.5兆ルピアが見込まれている。

## 沿革
建設は2003年8月20日に始まったが、2004年7月に橋桁が崩落し、作業員1人が死亡、9人が負傷した。工事は2004年末には資金の不足により中断したが、2005年11月に再開した。橋の主径間は2009年3月31日につながり、2009年6月10日には一般向けに供用開始された。開通後1週間で、多くのボルトやナット、点検用のランプが盗まれ、主径間を吊るすケーブルにさえもヴァンダリズムの形跡が見られた。
このスラマドゥ大橋の完成が成功をみたことにより、ジャワ島の西端とスマトラ島との間のスンダ海峡を渡る、さらに長い橋の建設の可能性に対する関心が高まった。

## 文献
1. ↑  The Suramadu Bridge, The Jakarta Post, 2009年6月10日閲覧
2. ↑  Indonesia Launches First Inter-Island Bridge ,  Tempo, 2009年6月10日閲覧
3. ↑  Suramadu Toll Bridge Fares Announced, Kompas, 2009年6月10日閲覧
4. ↑  Special Report: 'Made in China' poses as RI's pride, The Jakarta Post, 2009年6月10日閲覧
5. ↑  Akhirnya, Bagian Tersulit Pada Jembatan Suramadu Tersambung , Suramadu Bridge Project, 2009年6月
10日閲覧 （インドネシア語）
6. ↑  Sebanyak 6.500 Undangan Hadiri Peresmian Jembatan Suramadu , Suramadu Bridge Project, 2009年6月10日閲覧 （インドネシア語）
7. ↑  Newly Opened East Java Bridge Gets Pilfered For Scrap Metal And Used Parts , The Jakarta Globe, 2009年6月21日閲覧